# Cité de la musique et de la danse de Soissons

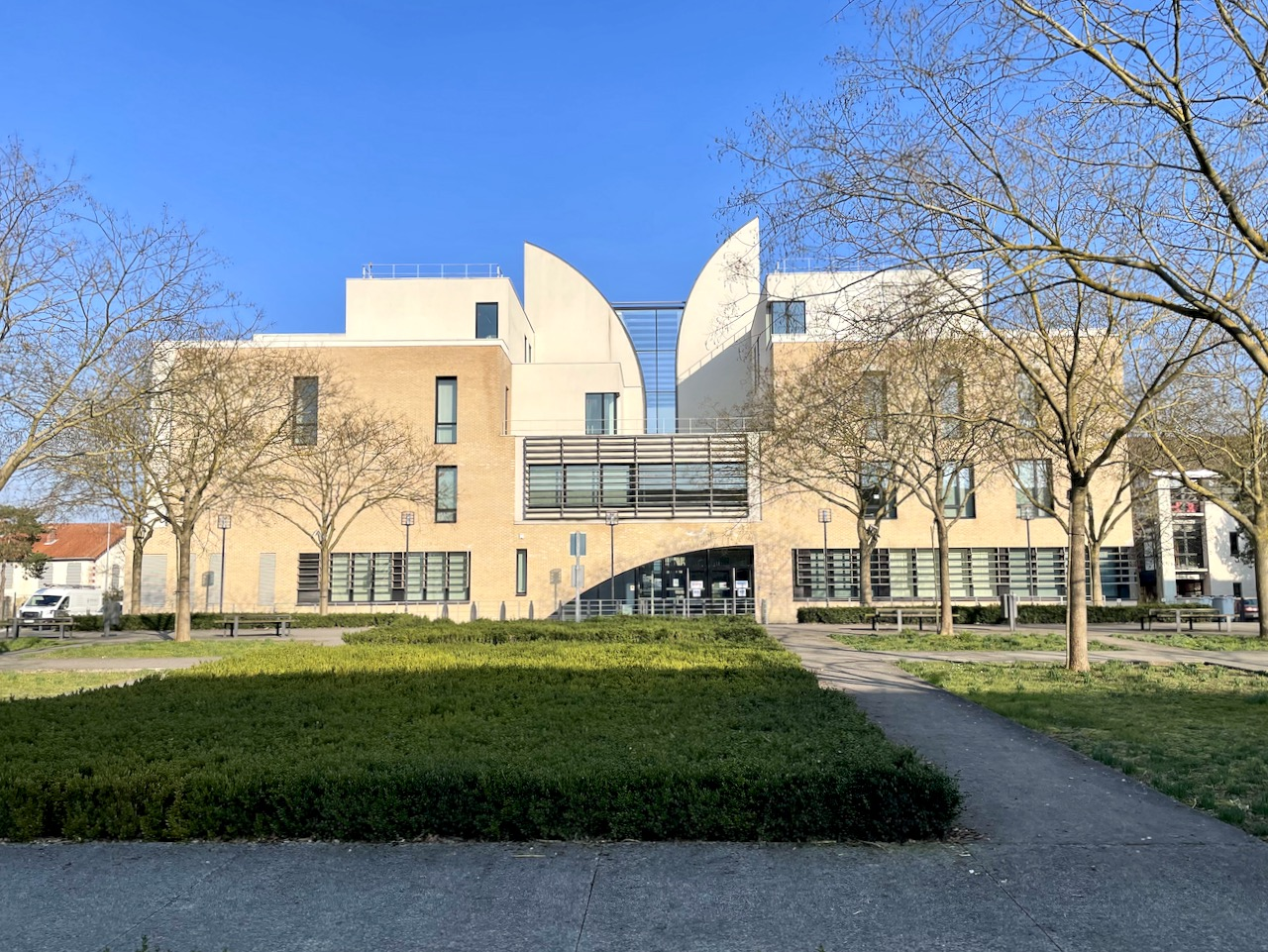
La Cité de la Musique et de la Danse, façade Ouest

La Cité de la Musique et de la Danse de Soissons est un équipement culturel inauguré le 7 février 2015.  
Le bâtiment, dessiné par l’architecte Henri Gaudin, est conçu comme un centre d’échanges, d’apprentissage, de création et de diffusion de la musique et de la danse. Le bâtiment dispose d’un auditorium de 500 places et porte son rayonnement au-delà du niveau départemental. 
La Cité de la Musique et de la Danse est située sur l’esplanade du Parc Gouraud, en vis-à-vis de l’Abbaye Saint-Jean-des-Vignes. 
La Cité de la Musique et de la Danse est la dernière œuvre de l’architecte. Passionné du style gothique, il dessina le bâtiment en écho à l’Abbaye Saint-Jean-des-Vignes. Comme l'ancien monument, la Cité est traversée par une nef, qui sert de lieu central d’accueil et de distribution des espaces. Elle génère également un système de voûtes qui s’ouvrent au ciel, pour répondre à Saint-Jean-des-Vignes. 
La Cité de la Musique et de la Danse est un véritable témoignage architectural du début du XXIe siècle.  
La Cité assure une mission de formation des publics aux disciplines artistiques (musique, danse et art dramatique), de diffusion d'une programmation culturelle (concerts) et de soutien à la création par l'accueil d'artistes et de compagnie en résidence. 
Les élèves suivants un cursus musicale a la CMD ( Cité de la Musique et de la Danse ) suivent des cours au choix des cours de : danse ou d'instrument . Si vous choisissez d'apprendre un instrument vous devrez suivre en plus des cours de formation musicale et de pratique collective. 
Les niveaux sont séparés en cycle qui durent chacun 4 ans . Il y a le cycle 1.A , 1.B , 1.C , 1.D , 2.A et cela peut durer longtemps.    

## Sources
- « L’atelier Gaudin à Soissons sur le parc Gouraud », lemoniteur.fr 16 avril 2008.
- « Cité de la Musique et de la Danse - Henri Gaudin architecte, à Soissons », lecourrierdelarchitecte.com, date inconnue mais au plus tard 2011.
- « A Soissons, une nouvelle cité de la danse et de la musique s'élance dans le ciel », batiactu.com le 13 février 2015.
- « Cité de la musique et de la danse de Soissons, architecture néo-vintage, Henri et Bruno Gaudin », Luc Le Chatelier, Télérama n° 3397, 21 au 27 février 2015, rubrique Arts/Formes, page 48.
- « Une Cité de la musique référence », Élisabeth Gillion, Moniteur N° 5760, publié le 18 avril 2014.
- « Soissons consacre sa cathédrale des arts », Nicolas Guillon (Bureau de Lille du Moniteur), LeMoniteur.fr, publié le 06 février 2015 à 14h45.
- « En avant la musique ! », Bruno Monier-Vinard, LePoint.fr, 29 janvier 2015.